# 태반조기박리
태반조기박리(胎盤早期剝離, placental abruption, abruptio placentae), 태반의 조기분리는 분만 전에 태반이 어미의 자궁으로부터 조기에 떨어지는 임신 합병증이다. 어미에 미치는 영향은 주로 박리의 심각도에 따라 달라지는 반면, 태아에 미치는 영향은 질병이 발생한 임신 기간과 심각도 모두에 따라 다르다. 태아의 심박은 이 심각도와 관련된다.
초기에는 좋은 결과를 보증하기 위해 의료적 조치가 필요하며 세계의 수많은 지역에서 이용할 수 있는 것은 아니다. 치료는 박리의 심각성, 여성의 임신 기간에 따라 결정된다.
태반조기박리는 후기 임신 출혈의 가장 흔한 병인이다. 인간의 경우, 20주 이후 출생 전에 비정상 분리되는 것을 말한다. 분만 200명 중 1명 꼴로, 평균 0.5% 확률로 발생한다.

## 증상
태반 박리 초기 단계에는 증상이 없을 수 있다. 증상이 발전하면 급성으로 발전하는 경향이 있다. 공통 증상으로는 급성 복통, 멈추지 않는 진통, 복부와 등의 통증, 질 출혈, 태아의 나이와 비대칭적인 자궁 확장, 태아 움직임의 감소, 태아 심박의 감소를 포함한다.
태반 중심에 동맥 출혈에 의해 발생되는 태반 박리는 심각한 통증 및 생명에 위협을 주는 질환(예: 태아 심박 이상, 산모의 심각한 출혈, 파종성 혈관 내 응고)으로 급성으로 발전한다.
이러한 정맥 출혈로 인한 박리는 더 천천히 진행되며 적은 양의 출혈, 자궁 내 성장 제한, 양수과소증을 일으킬 수 있다.

## 예방
태반 박리의 위험성을 제거할 수는 없지만 감소시킬 수는 있다. 임신 중에 흡연, 음주, 코카인을 금하면 위험을 줄일 수 있다. 육체적 트라우마의 위험도가 높은 활동을 삼가는 것 또한 중요하다. 고혈압이 있거나 과거에 태반 박리 이력이 있고 출산을 원하는 여성의 경우 의사로부터 세심한 지도를 받아야 한다.
태반 박리의 위험성은 엽산 섭취, 일정한 수면 패턴, 임신성 고혈압의 교정을 포함한 양호한 식이요법을 유지함으로써 줄여나갈 수 있다.
임산부가 질 출혈 등 박막 박리의 증상을 인지하는 것은 중요하며 이러한 증상을 경험하는 경우 지체 없이 의료진/병원에 연락하여야 한다.

## 발병률
태반조기박리는 모든 임신 중 약 0.2%-1% 확률로 발생한다. 병인은 박리가 일어날 가능성이 높을 시점에 변화하지만 태반 박리의 대부분은 임신 37주 이전에 발생하며 14%가 32주 이전에 발생한다.